# أوناغاوا (مياغي)
أوناغاوا (باليابانية: 女川町 أوناغاوا-تشو) هي بلدة في محافظة مياغي في اليابان. تأسست البلدة عام 1926. مساحتها 65.79 كلم²، عدد السكان فيها 9980 نسمة في 2011. تعتمد البلدة بشكل كبير على الإنتاج البحري، كما يقع فيها محطة أوناغاوا النووية لتوليد الطاقة.
أصاب البلدة دمار كبير نتيجة أمواج التسونامي الذي حدث بالترافق مع زلزال اليابان 2011 مع وجود 5000 آلاف من سكان البلدة في عداد المفقودين.

## وصلات خارجية
- الموقع الرسمي